# Buenavista, Rioverde
Buenavista är en ort i Mexiko.   Den ligger i kommunen Rioverde och delstaten San Luis Potosí, i den centrala delen av landet, 290 km norr om huvudstaden Mexico City. Buenavista ligger 1 079 meter över havet och antalet invånare är 161.
Terrängen runt Buenavista är kuperad åt sydväst, men åt nordost är den platt. Runt Buenavista är det ganska glesbefolkat, med 29 invånare per kvadratkilometer. Närmaste större samhälle är Río Verde, 12,0 km öster om Buenavista. Trakten runt Buenavista består i huvudsak av gräsmarker.